# Seleção da Noruega de Hóquei no Gelo Masculino

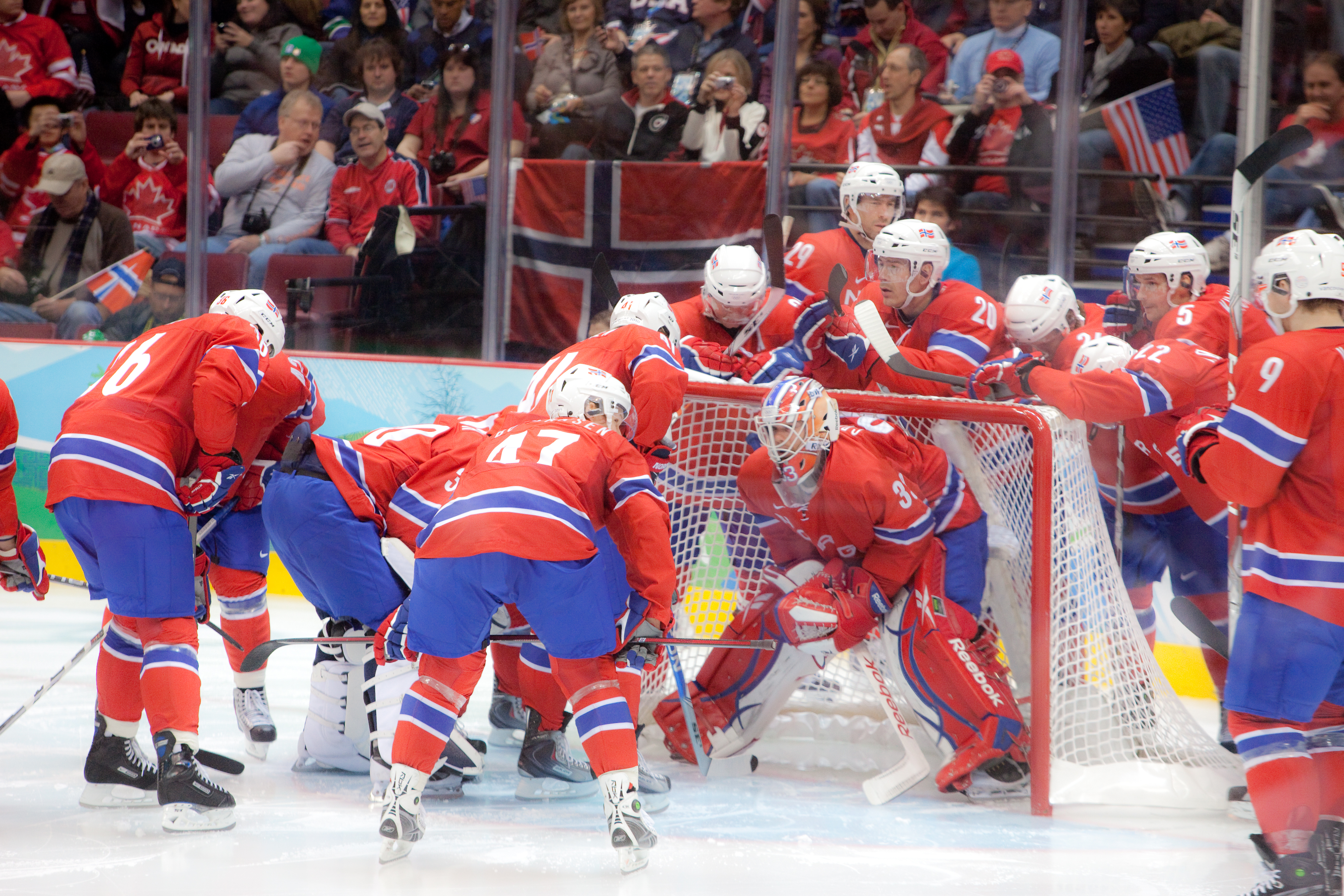
Seleção norueguesa de hóquei no gelo masculino durante os Jogos Olímpicos de Inverno de 2010

A Seleção da Noruega de Hóquei no gelo representa a Noruega nas competições oficiais da FIHG.